# Eustracjusz Garidas
Eustracjusz Garidas, gr. Εὐστράτιος Γαριδᾶς – ekumeniczny patriarcha Konstantynopola w latach 1081–1084.

## Życiorys
Był eunuchem. Na urząd biskupa stolicy został wyniesiony dzięki poparciu Anny Dalasseny. Był patriarchą Konstantynopola od maja 1081 do lipca 1084 r. Podczas wojny z Normanami nie zdołał zapobiec zagrabieniu skarbów kościelnych w stolicy przeznaczonych do stopienia w celu opłaty armii cesarskiej. Abdykował w 1084 r. oskarżony wcześniej o herezję.